# Filoteo Alberini
Filoteo Alberini (ur. 14 marca 1865 w Orte, zm. 12 kwietnia 1937 w Rzymie) – włoski reżyser filmowy, pionier kina.

## Biografia
Filoteo Alberini urodził się w Orte w Lacjum 14 marca 1865 roku. Był pracownikiem Wojskowego Instytutu Geograficznego we Florencji. W 1895 roku opatentował aparat do realizacji i projekcji filmów, nazywając go cinetofono. W 1901 roku otwarł sale projekcyjne we Florencji i Rzymie. W 1905 roku założył w Rzymie firmę produkującą filmy „Alberini e Santoni”. Rok później przedsiębiorstwo przeszło pod zarząd firmy „Cines”. Filmowiec kontynuował prace nad ulepszeniem aparatu projekcyjnego, opatentowując cinesigrafo w 1910 roku, a w 1911 jego wersję przenośną. W 1914 opatentował kamerę do ujęć panoramicznych. Alberini był autorem pierwszego włoskiego filmu krótkometrażowego wyświetlanego w 1905 roku dla szerszej publiczności pt. La presa di Roma. Zmarł w Rzymie 12 kwietnia 1937 roku.

## Niektóre filmy
- 1905 – La presa di Roma[4]
- 1905 – Il terremoto in Calabria (film dokumentalny)[5]
- 1906 – La malia dell'oro[6]
- 1906 – Viaggio di una stella
- 1906 – Pierrot innamorato[7]